# Josef Kozeny
Josef Alexander Kozeny (* 25. Februar 1889 in Josefstadt, Böhmen; † 19. April 1967 in Wien) war ein österreichischer Wasserbauingenieur.

## Leben
Kozeny, der Sohn eines Beamten, besuchte 1903 bis 1906 die Landwehr-Kadettenschule in Wien. Er studierte Kulturbauwesen an der Deutschen Technischen Hochschule in Prag, wo er 1911 die II. Staatsprüfung ablegte. Dort war er auch 1910 Assistent an der Lehrkanzel für Wasserbau und Meliorationswesen. Er ging 1911 an die Hochschule für Bodenkultur in Wien, wo er Ingenieur („Konstrukteur“) war. Er war beim hydrographischen Landesamt in Prag an der Elbregulierung beschäftigt und am Bau von Talsperren im Almtal. Im Ersten Weltkrieg war er Soldat. 1918 legte er die Ziviltechnikerprüfung ab und kehrte an die Hochschule für Bodenkultur zurück. 1919 wurde er bei Friedrich Schaffernak an der TH Wien promoviert mit der Dissertation Über die turbulente Strömung und 1921 an der Hochschule für Bodenkultur in Hydraulik habilitiert (mit der Arbeit: Die Wasserführung der Flüsse). 1922 wurde er Professor in Dorpat, kehrte aber 1924 als außerordentlicher Professor wieder an der Hochschule für Bodenkultur zurück und übernahm die Vorlesungen über Hydraulik und Gewässerkunde. 1929 habilitierte er sich an der TH Wien für Meliorationswesen. Ab 1930 hielt er Lehrveranstaltungen an der TH Wien. 1935 wird er als Honorardozent vertretungsweise mit der Abhaltung von „Wasserbau III - Anlagen des städtischen Tiefbaus und landwirtschaftlichen Wasserbau“ (VO+UE), „Enzyklopädie der Ingenieurwissenschaften“ für Architektur und für Vermessungswesen an der Technischen Hochschule Wien betraut. Mit 1. Jänner 1940 erfolgte Kozenys Berufung zum außerordentlichen Professor für „Verkehrswasserbau, städt. Tiefbau und ldw. Wasserbau“. Am 1. Februar 1941 wurde er ordentlicher Professor an der Technischen Hochschule Wien. 1945 wurde er formal seines Amtes als ordentlicher Professor enthoben, da er Mitglied der NSDAP war; er blieb aber im Amt. Ab 1948 galt er als entnazifiziert. Wegen des Schwerpunktes der Hydraulik wird 1949 der Name auf „Lehrkanzel für Hydraulik, Siedlungswasserwirtschaft, Verkehrswasserbau und landwirtschaftlichen Wasserbau“ geändert. 1951 erfolgt die Umbenennung der Lehrkanzel in Institut. 1959 wurde er emeritiert. Sein Nachfolger war Werner Kresser.
Sein Lehrbuch der Hydraulik war ein Standardwerk. Bekannt ist er für die Carman-Kozeny-Gleichung. Er befasste sich auch mit konstruktivem Wasserbau, zum Beispiel der Planung einer Kanalverbindung von Wien nach Triest.
Er war seit 1958 korrespondierendes Mitglied der Österreichischen Akademie der Wissenschaften und wurde 1965 Ehrendoktor der TH München.

## Schriften
- Josef Kozeny: Hydraulik: ihre Grundlagen und praktische Anwendung. 1. Auflage. Springer Verlag, Wien 1953, ISBN 978-3-7091-7593-4, doi:10.1007/978-3-7091-7592-7 (springer.com [abgerufen am 3. Juli 2017]).